# Rock of Ages: The Definitive Collection
Rock of Ages: The Definitive Collection – album kompilacyjny brytyjskiego zespołu Def Leppard, wydany w 2005 roku.

## Lista utworów
Dysk pierwszy
1. Pour Some Sugar on Me
2. Photograph
3. Love Bites
4. Let's Get Rocked
5. Two Steps Behind
6. Animal
7. Heaven Is
8. Foolin'
9. Rocket
10. When Love & Hate Collide
11. Armageddon It
12. Have You Ever Needed Someone So Bad
13. Rock of Ages
14. Hysteria
15. Miss You in a Heartbeat
16. Bringin' On the Heartbreak
17. Switch 625

Dysk drugi
1. Rock Rock ('Till You Drop)
2. Let It Go
3. High 'n' Dry (Saturday Night)
4. Too Late for Love
5. No Matter What
6. Promises
7. Mirror, Mirror (Look into My Eyes)
8. Women
9. Another Hit and Run
10. Slang
11. Stand Up (Kick Love into Motion)
12. Rock Brigade
13. Now
14. Paper Sun
15. Work It Out
16. Die Hard the Hunter
17. Wasted
18. Billy's Got a Gun

## Pozycje na listach
| Kraj              | Pozycja |
| ----------------- | ------- |
| Australia         | 81      |
| Nowa Zelandia     | 11      |
| Stany Zjednoczone | 10      |